# Tilligte
Tilligte is een klein dorp in de Twentse gemeente Dinkelland in de Nederlandse provincie Overijssel. Het ligt ten oosten van Ootmarsum, langs de weg (de N349) richting Denekamp. Tot de gemeentelijke herindeling van 1 januari 2001 behoorde het dorp tot de gemeente Denekamp. Op 1 januari 2023 telde het dorp 755 inwoners.

## Geschiedenis
Het dorp werd in de Middeleeuwen reeds aangeduid als Tylghede, waarmee toentertijd een deel van een akker werd aangeduid.

## Bezienswaardigheden
In Tilligte staat de De Westerveld Möl (vroeger Brunninkhuismolen geheten), een achtkante beltkorenmolen gebouwd in 1864, die samen met enkele andere molens in de gemeente Dinkelland wordt onderhouden door de Molenstichting Lattrop-Tilligte.
De rooms-katholieke Sint-Simon en Judaskerk is een ontwerp van Alexander Kropholler en werd gebouwd in 1916. De vensters van deze kerk werden in de jaren 50 ontworpen en uitgevoerd door de Oldenzaalse glazenier Jan Schoenaker.
Sinds 2002 is de in dat jaar gebouwde Mariakapel uitgegroeid tot een bedevaartplaats waar van heinde en verre Mariavereerders naartoe trekken.
In het dorp is aan de Schoolstraat een kleine ambachtelijke bierbrouwerij gevestigd (De Ceijser). 
In Tilligte staan enkele typisch Twentse boerderijen in saksische bouwstijl, waarvan er twee de status van beschermd rijksmonument bezitten.

## Afbeeldingen

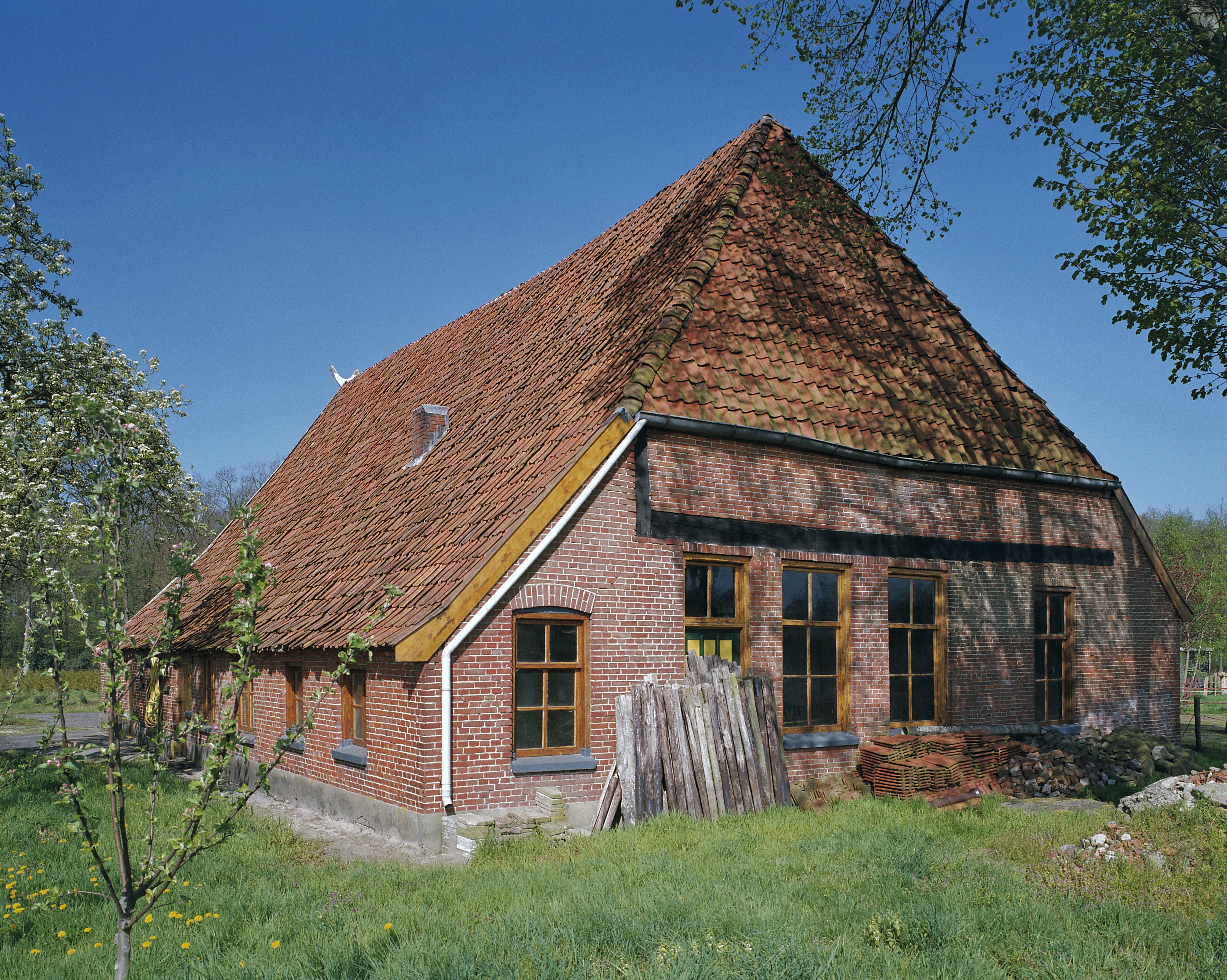
Rijksmonument 12363, voorzijde
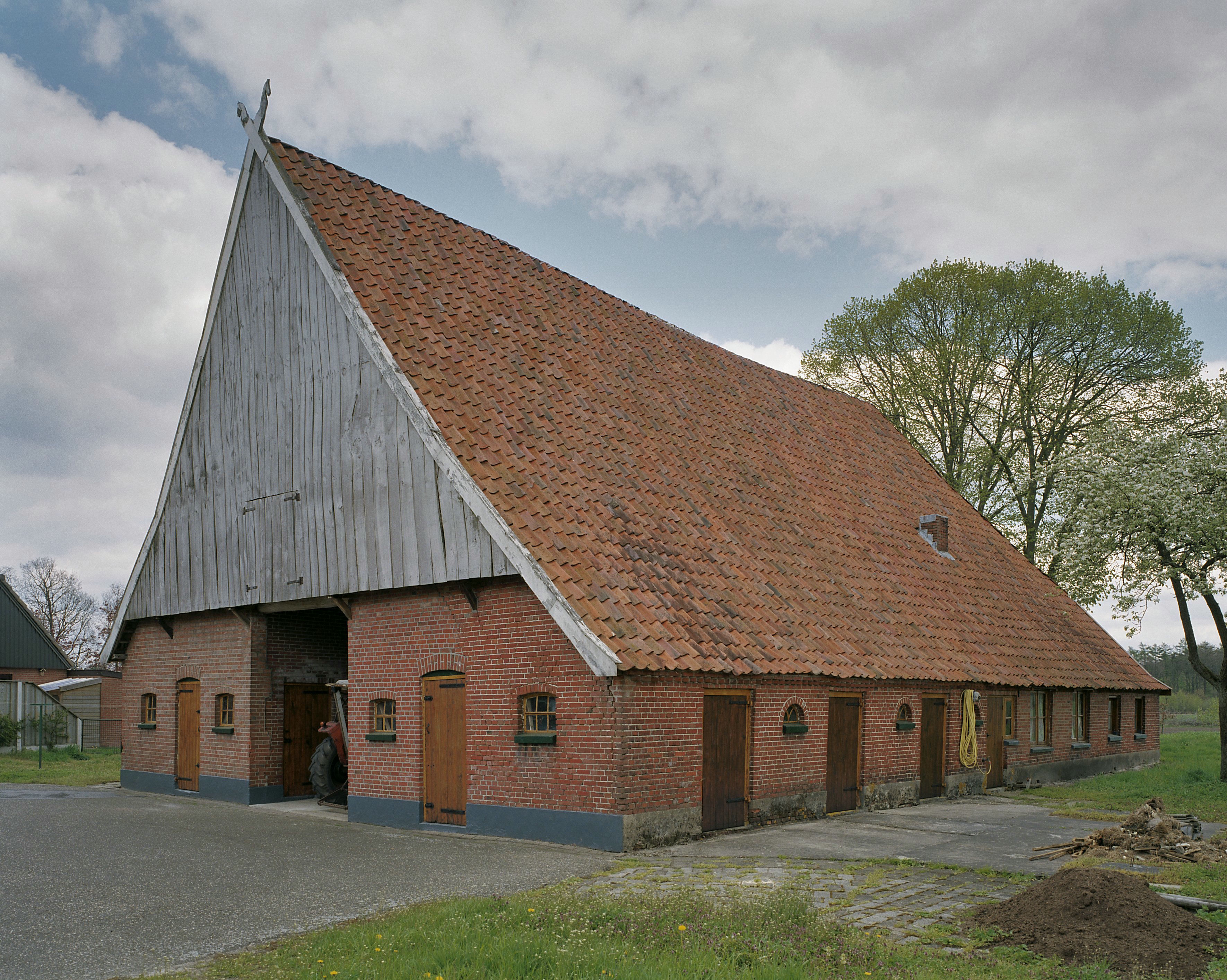
Rijksmonument, Damweg 13, achterzijde